# Psycho le Cému
Psycho le Cému fue una banda de rock japonés y Visual kei. A diferencia de las demás bandas de este estilo, Psycho le Cému estaba muy influenciada por el cosplay, la ropa que visten es similar a los personajes de anime o de videojuegos, aludiendo también a leyendas tanto orientales como occidentales. Esta banda fue importante para influenciar el movimiento cosplay fuera de Japón. En el año 2006 se separaron, lanzando su último álbum (Epilogue: Kataritsuga Reru Monogatari) y dos recopilaciones (BEST y Greatest Hits).

## Miembros de la banda
Aya - guitarra
- Nombre real: Naoki Ohkawa
- Fecha de nacimiento: 17/03/1980
- Tipo de sangre: O
- Su rol es el de una princesa.
- Actual proyecto: Mix Speaker's, Inc.

Daishi - voz
- Nombre real: Daishi Kajinaga
- Fecha de nacimiento: 05/02/1976
- Tipo de sangre: B
- Su rol es el de un héroe shonen.
- Actual proyecto: solista y ROMEO

Lida - guitarra
- Nombre real: Tatsuya Akeda
- Fecha de nacimiento: 16/01/1976
- Tipo de sangre: A
- Principal compositor de la banda, interpretaba a un malvado.
- Actual proyecto: LIDARZ, Dacco

Seek - bajo
- Nombre real: Takuma Shiramizu
- Fecha de nacimiento: 14/09/1979
- Tipo de sangre: AB
- Su rol es el de un monstruo.
- Actual proyecto: Mix Speaker's, Inc.

Yura-sama (YURAサマ) - batería
- Nombre real: Takeshi Kuroiwa
- Fecha de nacimiento: 12/09/1979
- Tipo de sangre: AB
- Su rol es el de un místico.
- Actual proyecto: Dacco, ALASTA family

## Biografía
Psycho le Cému se formó en el año 1999, y unos meses después lanzaron su primer demo, un mini-álbum de 5 canciones, llamado "Self Analysis". Un año más tarde, en marzo de 2000, es lanzado "Kronos", su primer maxi sencillo. En julio de 2000 realizaron una gira en Nagoya, y el 18 de noviembre tienen su primera presentación en el Meguro Rock May Kan, cuyas entradas fueron agotadas. En noviembre de 2000 hacen su próximo lanzamiento que fue el maxi sencillo "Risoukyou Ryokou Guide Disc" y en diciembre tienen una gira llamada "Risoukyou Ryokou". 
En enero de 2001 lanzaron su primer mini-álbum, llamado "A trip to the Arcadia". el cual contiene 2 discos, con 4 canciones cada uno. Fue limitado a 3333 copias, de las cuales todas fueron reservadas y fue vendido antes de la fecha de lanzamiento. Un poco más tarde en enero lanzan su segundo demo, llamado "Genesis" que Contiene solo 1 canción, y el cual fue reeditado en junio. En julio lanzaron otro maxi sencillo, "Remembrance". El 26 de septiembre lanzaron su primer álbum, llamado "Doppelganger ~mou hitori no jibun~", seguido por una gira el 28 del mismo mes llamada "Doppelganger" -Mou hitori no Jibun-" Tour Begins in Sendai, donde las entradas también se agotaron. El 8 de diciembre participaron en uno de los conciertos Sweet Trance: Main Stage: The Space Odyssey.
El 1 de abril de 2002 lanzaron "Prism" su siguiente mini-álbum. La primera edición fue solo para encargos por correo, y el 17 de julio lanzaron la segunda edición, la "regular". Ya que pronto serían Major, debido a que habían firmado con el sello Nippon Crown, el 19 de julio comenzaron su última gira Indies. La banda se presentó en algunos eventos de Sweet Trance el 24 y 28 de agosto, y el 2 de octubre lanzaron su maxi-single debut como major,"Ai no uta" ubicado en el puesto nº 10 en los rankings de Oricon. En octubre del 2003 reedidtaron el mini-álbum "A trip to the Arcadia". El 27 de agosto lanzaron su segundo álbum "Frontiers" y en diciembre su primer DVD, "Gouka Tokushu Shiyou Gentei Box Set".
En el 2004 lanzaron 3 maxi-singles "Omoide Haruki", "Michi no Sora" y "Yume Kazaguruma",realizaron un álbum llamado "Beautiful World ~kono hitomi ni utsuranai genjitsu (mono)~" y hacen sus primeras presentaciones en EE. UU. de las cuales lanzan un DVD. A finales de ese año, participaron en BeautiFool's Festival, organizado por la revista Fool's mate, entre outras bandas como Gazette, Deadman y Miyavi.
El 31 de mayo de 2005, DAISHI, el vocalista de Psycho le Cému fue arrestado por porte ilegal de drogas y fue sometido a un examen de orina que dio positivo. Debido a esto, todo el merchandise de la banda fue quitado de las tiendas en Japón, el tour fue cancelado inmediatamente y su EP también fue quitado del mercado. El 5 de junio la banda anuncia que se separaran un tiempo debido al arresto de Daishi. Además, el resto de la banda decidió abandonar el sello Nippon Crown y así volver a ser indies con el sello SYNECTICS, con el que actualmente se encuentra Mix Speakers, Inc. y Dacco, bandas paralelas de los demás integrantes.
En el 2006 se forma Mix Speakers, Inc. con los intergrantes de esta última (entre ellos AYA y seek), cuyo estilo de trajes y música es similar a Psycho le Cému, pero con una temática de tipo Halloween. En el 2007, DAISHI lanza su carrera solista acompañado de una gira por todo Japón. En el 2009, los integrantes de Psycho le Cému anuncian una reunión con motivo de sus 10 años, junto con nuevos trajes y una gira que se inicia en junio de este año.
En el año 2015, los miembros se volvieron a juntar para dar tres conciertos por el 15° aniversario el 11, 14 y 15 de febrero, de ese año.
Ese mismo año Psycho le Cému anunció un nuevo single, Akiramenai Days , que fue lanzado el 16 de septiembre de 2015, así como el regreso de la banda.

## Discografía
SELF ANALYSIS (cinta demo) - 7 de julio de 1999
1. Legend of Sword
2. Excalibur (Demo Version)
3. Broker (Demo Version)
4. Trap Zone (Demo Version)
5. Undead Man (Demo Version)
KRONOS - 21 de marzo de 2000
1. Kronos
2. Murder-Death-Kill
3. Rishuu
RISOUKYOU RYOKOU GUIDE DISC - 22 de noviembre de 2000
1. Excalibur
2. Megatron (Upper Version)
3. Daishi
4. Aya
5. Lida
6. Seek
7. Yura
A TRIP TO THE ARCADIA - 8 de enero de 2001
CD1
1. Kami no Niwa
2. Excalibur
3. Identity
4. Demonology
CD2
5. Mother Garden
6. Megatron
7. Trap Zone
8. Indra no Ya
GENESIS (cinta demo) - 18 de enero de 2001
1. Genesis
GENESIS (Reedición) (cinta demo) - 9 de junio de 2001
1. Genesis
REMEMBRANCE - 18 de julio de 2001
1. Remembrance
2. Shikkoku no Gerunika
3. Kokou no Tsuki
DOPPELGANGER - 26 de septiembre de 2001
1. Planet Last Children
2. Justice
3. Grotesque
4. Area
5. Last Emotion
6. Undead Man
7. Broker
8. Boundless
9. Murder-Death-Kill
10. Remembrance (Album Mix)
PRISM - 17 de julio de 2002
1. Prism
2. Kono hoshi ni negai wo...
3. Megatron (New Version)
4. Excalibur (New Version)
5. Kronos (New Version)
6. Remembrance (New Version)
AI NO UTA - 2 de octubre de 2002 (#10 Oricon)
1. Ai no Uta
2. Shangri-la
3. Aquaria
(La edición limitada de Ai no Uta vino con el videoclip de Prism)
GEKIAI MERRY-GO-ROUND/SHUNKASHUUTOU - 16 de enero de 2003 (#8 Oricon)
1. Gekiai Merry-go-round
2. Long Distance
3. Shunkashuutou
(La edición limitada de Gekiai Merry-go-round/Shunkashuutou vino con el videoclip de Ai no Uta)
ROMAN HIKOU - 23 de abril de 2003 (#6 Oricon)
1. Roman Hikou
2. Blue Again
3. Roman Hikou (Rock Tune)
(La edición limitada de Roman Hikou vino con el videoclip de Shunkashuutou y el de Gekiai Merry-go-round)
SAIKORO KOROKKE: MIRACLE HIGH TENSION! - 21 de mayo de 2003
1. Miracle High Tension!
2. Ichiaku Taiyou
3. Visitor
4. Miracle High Tension! (Karaoke)
5. Ichiaku Taiyou (Karaoke)
6. Visitor (Karaoke)
FRONTIERS - 27 de agosto de 2003 (#6 Oricon)
1. Kagayaki no naka e...
2. Gekiai Merry-go-round
3. Shunkashuutou
4. Roman Hikou
5. Visitor
6. Mind Core
7. Rin -ai suru mono no tame ni-
8. Gin Ookami
9. Dance II Heaven
10. Blue Again
11. Ichioku no Paruchizan
12. With
13. Aquaria (Hard Style)
14. Ai no Uta (New Mix)
(La edición limitada de Frontiers vino con una figura exclusiva de Ai no Uta)

A TRIP TO THE ARCADIA (Reedición que vino con la pista bonus Genesis) - 8 de octubre de 2003
CD1
1. Kami no Niwa
2. Excalibur
3. Identity
4. Demonology
CD2
1. Mother Garden
2. Megatron
3. Trap Zone
4. Indra no Ya
5. Genesis
OMOIDE ARUKI - 18 de febrero de 2004 (#26 Oricon)
1. Omoide Aruki
2. Sky-high
3. Chinese Shounen
(La edición limitada vino con el videoclip de Omoide Aruki)
MICHI NO SORA - 9 de junio de 2004 (#25 Oricon)
1. Michi no Sora
2. Feel on the Dark
3. Brilliant-World
(La edición limitada vino con el videoclip de Michi no Sora)
YUME KAZAGURUMA - 6 de octubre de 2004 (# 11 Oricon)
1. Yume Kazaguruma
2. Ten to Hitokiri
3. Early Autumn
(La edición limitada vino con el videoclip de Yuma Kazaguruma)
BEAUTIFUL WORLD - 10 de noviembre de 2004 (# 26 Oricon)
1. Neo
2. Michi no Sora
3. Omoide Aruki
4. One day
5. Moonlight Dance
6. Twinkle Package
7. Kanojo to Furudokei
8. Yume Kazaguruma
9. Panorama
10. Scream
11. Inori
12. Universe
13. Yuu

LOVE IS DEAD [Tipo A y Tipo B] - 27 de abril de 2005 (# 26 Oricon)
TIPO A
1. Love is Dead
2. Shibashi no Wakare
3. Last Emotion (Remix)
(El Tipo A vino con el videoclip de Love is Dead)
TIPO B
1. Love is Dead
2. Shibashi no Wakare
3. Bushidou -Bad boys, be ambitious!-
BEST - 26 de abril de 2006
1. Megatron
2. Area
3. Identity
4. Excalibur
5. Indra no Ya
6. Broker
7. Grotesque
8. Trap Zone
9. Murder-Death-Kill
10. Justice
11. Remembrance (Album Mix)
12. Megatron (Upper Version)
EPILOGUE: KATARITSUGA RERU MONOGATARI - 15 de mayo de 2006
1. Nosferatu
2. Love is Dead
3. Tripper
4. Gekkou Waltz
5. Song for...
6. Idea-lism
7. Akashic Note
8. Aoi Hoshi
9. Janus
10. Kiss of Death
11. Liberty, babies
12. Ai no Ame
GREATEST HITS - 23 de agosto de 2006
1. Kronos
2. Excalibur
3. Megatron
4. Remembrance
5. Prism
6. Ai no Uta
7. Gekiai Merry-go-round
8. Shunkashuutou
9. Roman Hikou
10. With
11. Omoide Aruki
12. Michi no Sora
13. Yume Kazaguruma
14. Universe
15. Love is Dead
(Viene con los videoclips de Prism, Ai no Uta, Gekiai Merry-go-round, Shunkashuutou, Roman Hikou, With, Omoide Aruki, Michi no Sora, Yume Kazaguruma, Love is Dead y un "cómo se hizo" de todos ellos)